# 이부 (육부)
이부(吏部)는 육부에서 문관의 임용, 공훈 및 봉작, 인사 고과, 정무 등을 담당하던 부서로, 장관직은 이부상서이다.
중국에서는 당나라 시기부터 신해혁명 시기까지 존재하였으며, 한반도에서는 고려시대에 설치되어 조선시대 무렵에 이조로 교체되었다.

## 고려
- 고공사(考功司) : 관리의 공과(功課)를 심사하는 일을 관장하던 관청[1]

## 같이 보기
- 중국의 과거제
- 중화민국 고시원